# Bebelis laetabilis
Bebelis laetabilis är en skalbaggsart som först beskrevs av Belon 1903.  Bebelis laetabilis ingår i släktet Bebelis och familjen långhorningar. Inga underarter finns listade.